# Lip dub
Lip dub ou LipDub é um tipo de vídeo que combina sincronização labial e dobragem (PE) ou dublagem (PB) de áudio para produzir um videoclipe musical. É habitualmente produzido filmando grupos de pessoas que fazem sincronização labial ao som de um aparelho móvel de reprodução musical, sendo o áudio original reposto mais tarde aquando da edição do vídeo. É um fenómeno da era da Web 2.0 que conheceu popularidade crescente a partir da segunda metade da década de 2000, graças ao advento de sítios públicos de partilha de vídeos on-line como YouTube ou Vimeo.

## Origem

### Uso do termo
Em Dezembro de 2006 Jakob Lodwick (co-fundador do Vimeo) utiliza pela primeira vez o termo LipDub ao publicar um vídeo intitulado "Lip Dubbing: Endless Dream", em cuja descrição se pode ler "Caminhei por aí com uma canção nos meus auscultadores e filmei-me a cantá-la. Quanto cheguei a casa abri o vídeo no iMovie, adicionei o MP3 da canção original, e sincronizei-o com o meu vídeo. Existe algum nome para isso? Se não, eu sugiro "Lip Dubbing" ". 

### Primeiro LipDub
Apesar de ser o criador do termo, Lodwick não está verdadeiramente por trás do conceito de LipDub, sendo na realidade o primeiro LipDub jamais feito o videoclipe musical do tema "Wannabe" da girl group Spice Girls, realizado por Jhoan Camitz , alegado inventor do LipDub. 

### Office LipDub
Em Abril de 2007 Jakob Lodwick realiza o vídeo "LipDub - Flagpole Sitta by Harvey Danger" nos escritórios da empresa Connected Ventures (que detém os sítios Vimeo, CollegeHumor, Busted Tees, entre outros).  O projecto ganha grande destaque através da partilha por e-mail e, finalmente, com a cobertura pelo diário The Washington Post, dando início a uma vaga de Office LipDubs (tradução para português: LipDubs no Escritório), com várias respostas em escritórios e empresas de todo o mundo. 

### University LipDub
Em Junho de 2008 os estudantes da Universidade de Furtwangen na Alemanha criam o seu próprio LipDub, sob o lema "o que fazes depois do estudo?" (do inglês "what do you do after studying? "), dando origem a uma nova vertente do fenómeno: o University LipDub (tradução para o português: LipDub na Universidade). Pouco tempo depois os mesmos estudantes criam o sítio University LipDub, onde divulgam o projecto e desafiam estudantes de todo o mundo a fazerem parte dele.  O objectivo é divulgar as universidades através da música, mostrar quem lá estuda e trabalha , retratando os locais mais emblemáticos do quotidiano local, num ambiente descontraído e autêntico. 
Durante o ano seguinte o projecto expande-se, gozando de popularidade inicialmente junto das universidades de países francófonos como a França, Canadá-Québec e Bélgica, a que se juntam mais tarde Brasil, Espanha, Estados Unidos da América e Polónia.
É em Setembro de 2009 que o fenómeno adquire verdadeiramente estatuto mediático internacional viral com o aparecimento do projecto "LipDub UQAM" da Universidade do Québec em Montreal, sendo visto mais de 7 milhões de vezes na internet e dezenas de outras vezes nas cadeias de televisão de todo o mundo . Alguns autores apontam a escolha musical como um dos factores decisivos da popularidade alcançada por este LipDub em particular, uma vez que a canção "I Gotta Feeling" dos norte-americanos Black Eyed Peas se sagrou como a mais vendida da era das vendas digitais, com mais de seis milhões de cópias vendidas somente nos Estados Unidos da América. 
Desde então são vários os países cujas instituições de ensino superior se juntam à lista, nomeadamente e por ordem cronológica Portugal, Marrocos, Suécia, Índia, Uruguai, Itália, Holanda, Colômbia, Chile, Taiwan e Israel. 

## Características
Tom Johnson, um especialista em tecnologia e comunicação, descreveu as características mínimas que devem pautar um bom LipDub: 
- Espontaneidade: é importante sentir-se que a produção é espontânea, e não forçada nem necessariamente muito ensaiada;
- Autenticidade: as pessoas e situações parecem reais;
- Participativo: o vídeo mostra um grupo de pessoas num esforço colectivo;
- Humor e Diversão: as pessoas mostram uma atitude genuinamente divertida e descontraída.

Para poder classificar-se como LipDub o projecto deve ainda respeitar algumas regras adicionais: 
- Ser filmado num único plano sem cortes;
- Possuir uma ou várias canções originais;
- Mostrar diversas pessoas a fazer sincronização labial;
- Estar alojado num sítio de partilha de vídeos de fácil acesso público.

Os autores do sítio University LipDub acrescentam ainda: 
- Inclusão de pelo menos um docente da faculdade;
- Não ser filmado num único plano - este ponto é alvo de discórdia por contradizer as restantes fontes. Os autores defendem que a inclusão de dois ou mais planos editados de forma a parecer um só plano constitui um desafio que aumenta a qualidade do projecto desde que seja bem executado, admitindo que "sim, nós também não utilizámos um único plano na nossa produção" (do inglês: "yes, we didn't have a single cut in our production as well"). [6] Com efeito, são muitos os University LipDubs a utilizar vários planos dissimuladamente editados para se assemelharem a um só plano contínuo, utilizando beijos, capas negras, estetoscópios, filmagens de tampos de mesa, filmagens de céu, passagens de pessoas e passagens de ombreiras de porta como oportunidades de transição.

## Lip dub em Portugal

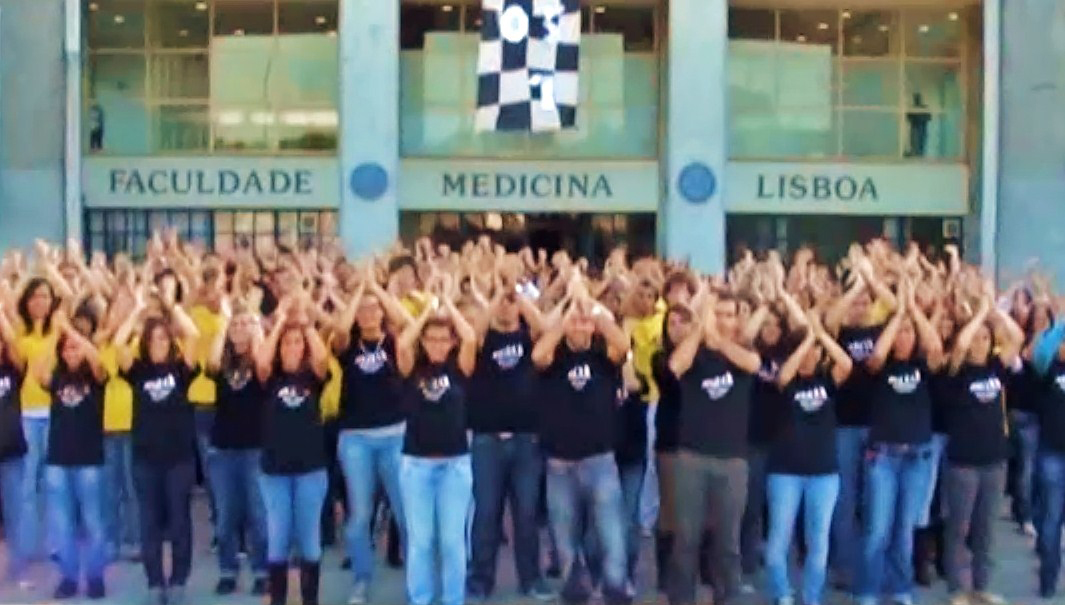
LipDub da Faculdade de Medicina de Lisboa